# Списак калифа
Следи списак личности које су носиле титулу калифа, врховног политичког и верског вође исламских држава познатих као калифати.

## Рашидунски калифи
- Ебу Бекр (632-634)
- Омер (634-644)
- Осман ибн Афан (644-656)
- Алија (656-661)
- Хасан ибн Али (661)

## Умајадски калифи
- Муавија I (661-680)
- Језид I (680-683)
- Муавија II (683-684)
- Марван I (684-685)
- Абд ел Малик (685-705)
- Ел Валид I (705-715)
- Сулејман ибн Абд ел Малик (715-717)
- Омер II (717-720)
- Језид II (720-724)
- Хишам ибн Абд ел Малик (724-743)
- Ел Валид II (743-744)
- Језид III (744)
- Ибрахим ибн ел Валид (744)
- Марван II (744-750)

### Кордопски калифи
- Абдурахман III (929-961)
- Ел Хаким II (961-976)
- Хишам II (976-1009)
- Мухамед II од Кордобе (1009)
- Сулејман ибн ел Хаким (1009-1010)
- Хишам II (1010-1013)
- Сулејман ибн ел Хаким (1013-1016)
- Абдурахман IV (1021-1022)
- Абдурахман V (1022-1023)
- Мухамед III од Кордобе (1023-1024)
- Хишам III од Кордобе (1027-1031)

## Абасидски калифи
- Ел Сафах (750-754)
- Ел Мансур (754-775)
- Ел Махди (775-785)
- Ел Хади (785-786)
- Харун ел Рашид (786-809)
- Ел Амин (809-813)
- Ел Мамун (813-833)
- Ел Мутасим (833-842)
- Ел Ватик (842-847)
- Ел Мутавакил (847-861)
- Ел Мунтасир (861-862)
- Ел Мустаин (862-866)
- Ел Мутаз (866-869)
- Ел Мухтади (869-870)
- Ел Мутамид (870-892)
- Ел Мутадид (892-902)
- Ел Муктафи (902-908)
- Ел Муктадир (908-932)
- Ел Кахир (932-934)
- Ер Ради (934-940)
- Ел Мутаки (940-944)
- Ел Муктакфи (944-946)
- Ел Мути (946-974)
- Ел Таи (974-991)
- Ел Кадир (991-1031)
- Ел Каим (1031-1075)
- Ел Муктади (1075-1094)
- Ел Мустазир (1094-1118)
- Ел Мустаршид (1118-1135)
- Ел Рашид (1135-1136)
- Ел Муктафи (1136-1160)
- Ел Мустањид (1160-1170)
- Ел Мустади (1170-1180)
- Ел Насир (1180-1225)
- Аз Захир (1225-1226)
- Ел Мустаншир (1226-1242)
- Ел Мустасим (1242-1258)

### Каирски калифи
- Ел Мустаншир (1261-1262)
- Ел Хаким I (1262-1302)
- Ел Мустакфи I (1302-1340)
- Ел Хаким II (1341-1352)
- Ел Мутадид I (1352-1362)
- Ел Мутавакил I (1362-1383)
- Ел Ватик II (1383-1386)
- Ел Мутасим (1386-1389)
- Ел Мутавакил I (1389-1406)
- Ел Мустаин (1406-1414)
- Ел Мутадид II (1414-1441)
- Ел Мустакфи II (1441-1451)
- Ел Каим (1451-1455)
- Ел Мустањид (1455-1479)
- Ел Мутавакил II (1479-1497)
- Ел Мустамсик (1497-1508)
- Ел Мутавакил III (1508-1517)

## Фатимидски калифи
- Абдулах ел Махди Билах (909-934)
- Мухамед ел Каим би-Амрилах (934-946)
- Исмаил ел Мансур (946-953)
- ел Муиз (953-975)
- ел Азиз (975-996)
- ел Хаким би Амр Алах (996-1021)
- ел аз-Захир (1021-1036)
- ел Мустаншир (1036-1094)
- ел Мустали (1094-1101)
- ел Амир (1101-1130)
- ел Хафиз (1130-1149)
- ел Зафир (1149-1154)
- ел Фаиз (1154-1160)
- ел Адид (1160-1171)

## Алмохадски калифи
- Абд ел Мумин (1145-1163)
- Абу Јакуб Јусуф (1163-1184)
- Абу Јусуф Јакуб ел Мансур (1184-1199)
- Мухамед ел Насир (1199-1213)
- Јусуф II (1213-1224)
- Абдул Вахид I (1224)
- Абдалах ел Адил (1224-1227)
- Јахја (1227-1235)
- Идрис ел Мамун (1227-1232)
- Абд ел Вахид II (1232-1242)
- Абу ел Хасан ас Саид ел Мутадид (1242-1248)
- Абу Хафс Омер ел Муртада (1248-1266)
- Идрис ел Ватик (1266-1269)

## Османски калифи
- Селим I (1517-1520)
- Сулејман I (1520-1566)
- Селим II (1566-1574)
- Мурат III (1574-1595)
- Мехмед III (1595-1603)
- Ахмед I (1603-1617)
- Мустафа I (1617-1618)
- Осман II (1618-1622)
- Мустафа I (1622-1623)
- Мурат IV (1623-1640)
- Ибрахим I (1640-1648)
- Мехмед IV (1648-1687)
- Сулејман II (1687-1691)
- Ахмед II (1691-1695)
- Мустафа II (1695-1703)
- Ахмед III (1703-1730)
- Махмуд I (1730-1754)
- Осман III (1754-1757)
- Мустафа III (1757-1774)
- Абдул Хамид I (1774-1789)
- Селим III (1789-1807)
- Мустафа IV (1807-1808)
- Махмуд II (1808-1839)
- Абдулмеџид I (1839-1861)
- Абдул Азиз (1861-1876)
- Мурат V (1876)
- Абдул Хамид II (1876-1909)
- Мехмед V (1909-1918)
- Мехмед VI (1918-1922)
- Абдулмеџид II (1922-1924)